# Julia Schruff
Julia Schruff (Augsburg, 16 augustus 1982) is een voormalig professioneel tennisspeelster uit Duitsland. Schruff werd professional op 1 september 2001. Haar hoogste positie in het enkelspel is 52e op 17 april 2006. Zij speelde haar laatste wedstrijd in april 2011.

## Loopbaan
Schruff werd getraind door haar vader Gerhard Schruff en begon met tennissen toen zij vijf jaar oud was. Haar vader nam haar toen mee naar een tennisclub in Augsburg. Zij is een speelster die het liefst speelt vanaf de baseline. Haar favoriete slag is een drop-shot die met haar backhand wordt geplaatst. Julia Schruff speelt het liefst op een gravelbaan. Zij speelt rechtshandig en heeft een tweehandige backhand.
Schruff wist geen WTA-toernooi te winnen. In het enkelspel bereikte zij eenmaal de finale: in 2003 op het WTA-toernooi van Estoril; zij verloor toen van de Spaanse Magüi Serna.
Ook in het dubbelspel kon zij geen WTA-titel winnen. Zij bereikte wel twee keer de finale.
In het ITF-circuit won zij wel toernooien: twee in het enkelspel en vijf in het dubbelspel.
In de periode 2004–2006 maakte Schruff deel uit van het Duitse Fed Cup-team – zij behaalde daar een winst/verlies-balans van 2–5. Tweemaal deed zij mee op het niveau van Wereldgroep I, maar zij kwamen niet voorbij de eerste ronde.

## Posities op deWTA-ranglijst
Positie per einde seizoen:
| jaar | rang enkelspel | rang dubbelspel |
| ---- | -------------- | --------------- |
| 1998 | 766            | 655             |
| 1999 | 569            | 655             |
| 2000 | 555            | 734             |
| 2001 | 328            | 440             |
| 2002 | 237            | 251             |
| 2003 | 114            | 254             |
| 2004 | 105            | 140             |
| 2005 | 80             | 129             |
| 2006 | 83             | 118             |
| 2007 | 120            | 175             |
| 2008 | 134            | 192             |
| 2009 | 126            | 305             |
| 2010 | 175            | 329             |
| 2011 | 1200           | 833             |

## Palmares
| Legenda                |
| ---------------------- |
| Grandslamtoernooi      |
| Olympische Spelen      |
| Year-End Championships |
| Tier I                 |
| Tier II                |
| Tier III               |
| Tier IV & V            |

### WTA-finaleplaatsen enkelspel
| nr.              | finale     | toernooi    | ondergrond | tegenstandster | score    |         |
| ---------------- | ---------- | ----------- | ---------- | -------------- | -------- | ------- |
| gewonnen finales |            |             |            |                |          |         |
| geen             |            |             |            |                |          |         |
| verloren finales |            |             |            |                |          |         |
| 1.               | 2003-04-13 | WTA Estoril | gravel     | Magüi Serna    | 4-6, 1-6 | details |

### WTA-finaleplaatsen vrouwendubbelspel
| nr.              | finale     | toernooi         | ondergrond    | partner             | tegenstandsters                 | score    |         |
| ---------------- | ---------- | ---------------- | ------------- | ------------------- | ------------------------------- | -------- | ------- |
| gewonnen finales |            |                  |               |                     |                                 |          |         |
| geen             |            |                  |               |                     |                                 |          |         |
| verloren finales |            |                  |               |                     |                                 |          |         |
| 1.               | 2004-10-10 | WTA Filderstadt  | hardcourt (i) | Anna-Lena Grönefeld | Cara Black Rennae Stubbs        | 3-6, 2-6 | details |
| 2.               | 2008-02-17 | WTA Viña del Mar | gravel        | Marija Koryttseva   | Līga Dekmeijere Alicja Rosolska | 5-7, 3-6 | details |

### Gewonnen ITF-toernooien enkelspel
| nr. | finale     | toernooi            | dotatie | tegenstandster in finale | score    |
| --- | ---------- | ------------------- | ------- | ------------------------ | -------- |
| 1.  | 2009-04-05 | Latina              | $50.000 | Andrea Petković          | 7-5, 7-6 |
| 2.  | 2010-09-12 | Alphen aan den Rijn | $25.000 | Irena Pavlovic           | 6-0, 6-3 |

### Gewonnen ITF-toernooien dubbelspel
| nr. | finale     | toernooi | dotatie | partner           | tegenstandsters in finale      | score         |
| --- | ---------- | -------- | ------- | ----------------- | ------------------------------ | ------------- |
| 1.  | 2001-04-01 | Bari     | $10.000 | Rita Tarjan       | Eva Fislová Zuzana Hejdová     | 3-6, 7-5, 6-4 |
| 2.  | 2001-08-26 | Cuneo    | $10.000 | Andrea Masaryková | Jasmine Angeli Monica Scartoni | 6-2, 7-6      |
| 3.  | 2006-09-16 | Bordeaux | $75.000 | Stéphanie Foretz  | Kira Nagy Jasmin Wöhr          | 7-6, 7-5      |
| 4.  | 2009-04-04 | Latina   | $50.000 | Alberta Brianti   | Marina Sjamajko Emily Stellato | 6-1, 6-4      |
| 5.  | 2010-05-07 | Florence | $25.000 | Maret Ani         | Lu Jingjing Palina Pechava     | 6-3, 6-4      |

## Resultaten grandslamtoernooien
| Legenda | Legenda                          |
| ------- | -------------------------------- |
| g.t.    | geen toernooi gehouden           |
| l.c.    | lagere categorie                 |
| –       | niet deelgenomen                 |
| G       | uitgeschakeld in de groepsfase   |
| 1R      | uitgeschakeld in de eerste ronde |
| 2R      | uitgeschakeld in de tweede ronde |
| 3R      | uitgeschakeld in de derde ronde  |
| 4R      | uitgeschakeld in de vierde ronde |
| KF      | uitgeschakeld in de kwartfinale  |
| HF      | uitgeschakeld in de halve finale |
| F       | de finale verloren               |
| W       | het toernooi gewonnen            |
| w-v     | winst/verlies-balans             |

### Enkelspel
| toernooi        | 2003 | 2004 | 2005 | 2006 | 2007 | 2008 | 2009 | w-v |
| --------------- | ---- | ---- | ---- | ---- | ---- | ---- | ---- | --- |
| Australian Open | –    | –    | 1R   | 2R   | 2R   | 1R   | 1R   | 2-5 |
| Roland Garros   | 1R   | 1R   | 1R   | 1R   | 1R   | –    | –    | 0-5 |
| Wimbledon       | –    | –    | 1R   | 1R   | 1R   | –    | –    | 0-3 |
| US Open         | –    | 2R   | 3R   | 1R   | 1R   | –    | –    | 3-4 |

### Vrouwendubbelspel
| toernooi        | 2005 | 2006 | 2007 |    | 2009 | w-v |
| --------------- | ---- | ---- | ---- | -- | ---- | --- |
| Australian Open | 1R   | 1R   | 1R   | –  | 0-3  |     |
| Roland Garros   | 1R   | 2R   | 1R   | –  | 1-3  |     |
| Wimbledon       | 1R   | 1R   | –    | –  | 0-2  |     |
| US Open         | –    | 1R   | –    | 1R | 0-2  |     |